# Rotonda dell'Assunta
La Rotonda dell'Assunta (Rotunda Marijinega vnebovzetja in sloveno) o rotonda di Sant'Elio (Rotunda sv. Elija in sloveno) è un edificio di culto cattolico situato in calle degli Studenti, nel centro storico della cittadina slovena di Capodistria.

## Storia e descrizione
Fu costruita tra il VII ed l'XI secolo, dato che la rende la più antica chiesa della cittadina istriana. Nel 1684 vi fu aggiunto un presbiterio in stile barocco. 